# Vienna Cricket and Football-Club
Il Vienna Cricket and Football-Club, detto anche familiarmente Cricketer, è un club polisportivo austriaco, con sede nella capitale, Vienna. La sezione calcio, la più antica del club, nacque il 23 agosto 1894, solo un giorno più tardi rispetto al First Vienna, il più antico club calcistico del Paese. Promotore della nascita del club fu la numerosa comunità britannica residente nella capitale imperiale, tra cui John Gramlick, futuro patrocinatore della Challenge-Cup.

## Storia
Il primo titolo ufficiale arrivò nel 1898, quando si aggiudicò la prima edizione della Challenge-Cup, e il prestigioso Torneo del Giubileo indetto per celebrare i 50 anni di regno del kaiser Francesco Giuseppe. Nel 1900, 1902 e 1904 raggiunse ancora la finale di Challenge-Cup, vincendo l'edizione del 1902. È la squadra che ha disputato più finali nella storia del torneo.
Nel 1911-12 si iscrisse al primo campionato austriaco di calcio, dopo sole 4 giornate si fuse con l'AC Victoria Wien, ma terminò il campionato all'ultimo posto e retrocesse in 2. Klasse A. Rimase in questa categoria fino all'introduzione del professionismo nel 1924, quindi fu retrocessa nel terzo livello nazionale dove rimase fino al 1931, quando si fuse con un club professionistico, lo Sportclub Frem, nello Sportclub Cricket-Frem, che disputò i campionati 1931-32 e 1932-33 in seconda divisione. Nel 1933 fu recuperato l'antico nome e il posto in seconda divisione fu conservato per tre anni ma, dopo la retrocessione del 1936, la sezione calcio del club fu chiusa e da allora non compete più nel campionato nazionale.

### Giocatori convocati in nazionale
- 8 Ludwig Hussak (5 gol)
- 4 Josef Prager
- 3 Maximilian Knöll
- 2 Charles Stansfield (4 gol)
- 2 Friedrich Hirschl (1 gol)
- 2 Max Johann Leuthe (Mac John)
- 2 Viktor Löwenfeld
- 2 Felix Hüttl
- 1 Richard Bugno (1 gol)
- 1 Eduard Engel
- 1 Karl Engel
- 1 Siegfried Großmann
- 1 Engelbert König
- 1 Karl Krug
- 1 Karl Kubik (1 gol)
- 1 Robert Lowe
- 1 Adolf Müller
- 1 Rudolf Wagner

### Palmarès della sezione calcio

#### Competizioni nazionali
- Torneo del Giubileo di Francesco Giuseppe: 1

1898

#### Competizioni internazionali
- Challenge-Cup: 2

1898, 1902

#### Altri piazzamenti
- Challenge-Cup:

Finalista: 1900, 1904

## Altre sezioni
Oggi il club prosegue l'attività con le sezioni di tennis e atletica leggera.